# Berillium-fluorid
A berillium-fluorid berilliumból és fluorból álló szervetlen vegyület, képlete BeF2. Fehér színű szilárd anyag. A fém berillium előállításának fő prekurzora. Szerkezete hasonlít a kvarcéra, de a BeF2 nagyon jól oldódik a vízben.

## Előállítása
Elő lehet állítani ammónium-tetrafluoroberillát(II) körülbelül 900 °C-on végzett termolízisével, utóbbi ammónium-fluorid és berillium-oxid reakciójával nyerhető:
{\displaystyle \mathrm {(NH_{4})_{2}BeF_{4}\longrightarrow \ BeF_{2}+2\ NH_{4}F} }
A berilliumércek feldolgozása során szennyezett Be(OH)2-t kapnak, melyet ammónium-hidrogénfluoriddal reagáltatnak és így ammónium-tetrafluoroberillát keletkezik:
Be(OH)2 + 2 (NH4)HF2 → (NH4)2BeF4 + 2 H2O
A tetrafluoroberilát egy robusztus ion, a szennyeződésektől megtisztítható azok hidroxid formájában történő kicsapásával. A kívánt termék a tisztított ammónium-tetrafluoroberilát hevítésével állítható elő:
(NH4)2BeF4 → 2 NH3 + 2 HF + BeF2

## Tulajdonságai

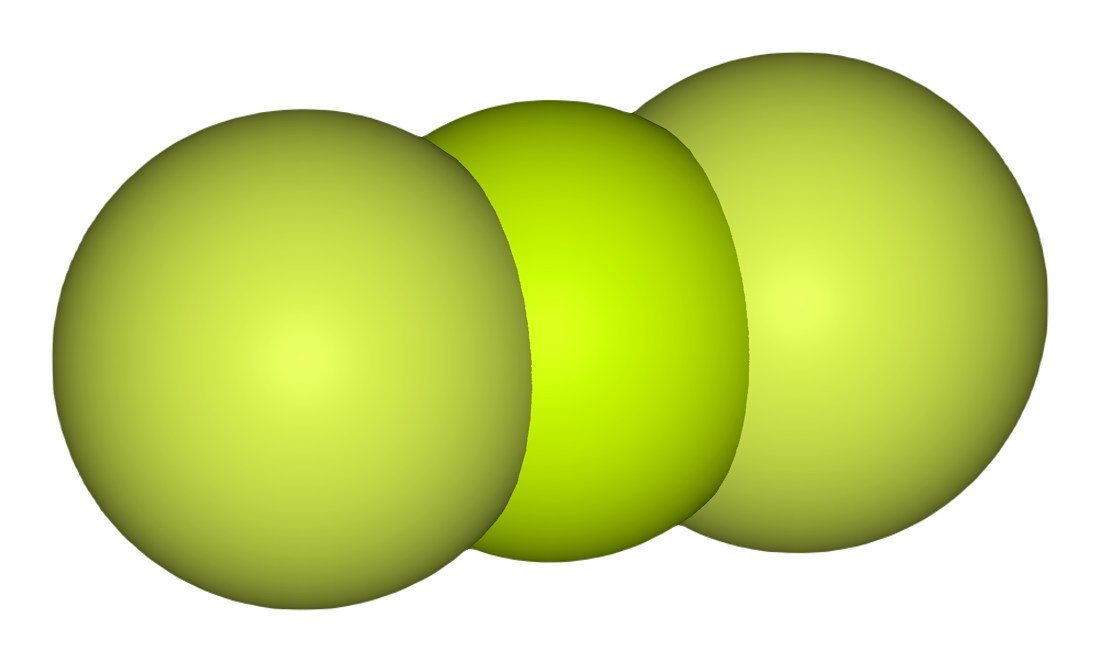
Monomer BeF_{2}.

A berillium-fluoridban erős kovalens kötés található, így nem ionrácsos anyag, szilárdan állapotban polimer, az α-kvarccal (<430 °C) vagy β-krisztobalittal (> 516 °C) izotípusos szerkezetű. Minden berilliumcentrum körül négy fluor helyezkedik el tetraéderesen, a berillium 4-es koordinációjú, a fluor koordinációs száma 2. Ellentétben az izoelektronos szén-dioxiddal (CO2), de megegyezik a szintén izoelektronos szilícium-dioxiddal (SiO2). A polimer szerkezetében a fluoratomokat két berilliumatom hidalja át. Ebben az esetben a berillium-fluorid az AlF3-hoz hasonlóan viselkedik. Rácsállandók a = 473,29 pm, c = 517,88 pm. Tércsoport P3121
A gáznemű berillium-fluorid lineáris monomer. Gyenge π-kötés (viszontkoordináció) történik a fluorról a berilliumra, utóbbi elektronhiányos voltát kompenzálandó. A Be−F kötéstávolság 143 pm.
Gőznyomása 10 Pa 686 °C-on, 100 Pa 767 °C-on, 1 kPa 869 °C-on, 10 kPa 999 °C-on, 100 kPa 1172 °C-on.
Mint minden berillium(II)-halogenid, Lewis sav, emiatt BeF42− ionok keletkezhetnek belőle.
A folyékony berillium-fluorid bizonyos tekintetben hasonlít a vízre: mindkét folyadék háromatomos molekulákból áll, melyek között erős kölcsönhatás lép fel (előbbinél Be−F−Be kötések révén). A vízhez hasonlóan a sűrűsége csökken olvadáspontja közelében. A berillium-fluoridnak is fluktuáló tetraéderes szerkezete van.

## Hidrolízis
A többi berillium-halogeniddel ellentétben nem disszociál közvetlenül hidratált berilliumionokra és megfelelő anionokra, hanem komplex reakciók sorozatával hidrolizál:
1. {\displaystyle \mathrm {BeF_{2}+2\ H_{2}O\ \rightleftharpoons \ [BeF_{2}(H_{2}O)_{2}]} }
2. {\displaystyle \mathrm {2\ [BeF_{2}(H_{2}O)_{2}]\ \rightleftharpoons \ [BeF_{3}(H_{2}O)]^{-}+[BeF(H_{2}O)_{3}]^{+}} }
3. {\displaystyle \mathrm {2\ [BeF_{3}(H_{2}O)]^{-}\ \rightleftharpoons \ [BeF_{4}]^{2-}+[BeF_{2}(H_{2}O)_{2}]} }
4. {\displaystyle \mathrm {2\ [BeF(H_{2}O)_{3}]^{+}\ \rightleftharpoons \ [BeF_{2}(H_{2}O)_{2}]+[Be(H_{2}O)_{4}]^{2+}} }

A keletkező komplex savas kémhatású a vízben:
{\displaystyle \mathrm {[Be(H_{2}O)_{4}]^{2+}+H_{2}O\ \rightleftharpoons \ H_{3}O^{+}+[Be(H_{2}O)_{3}(OH)]^{+}} }

## Felhasználása
Tiszta berillium előállítására használják, magnéziummal redukálják 1300 °C-on grafittégelyben:
{\displaystyle \mathrm {BeF_{2}+\ Mg\longrightarrow \ Be+\ MgF_{2}} }
Használják üvegek előállítására és a reaktortechnikában.
Továbbá használják a biokémiában, főleg a fehérje krisztallográfiában.
Használják folyékony fluorid nukleáris reaktorokban. A lítium-fluoriddal vegyes FLiBe-t képez, amihez uránt és a tóriumot adnak hozzá. A berillium-fluorid rendkívül stabil kémiailag. A LiF/BeF2-nek keveréknek alacsony az olvadáspontja (360 °C - 459 °C). A FLiBe legjobb tulajdonságú keverék a fluorid só reaktorban való felhasználásra.

## Biztonság
Mint minden berilliumvegyület, erősen mérgező, és rákkeltő hatású. Nagyon jól oldódik vízben, és így könnyen felszívódik; az ATP felvételét gátolja. LD50-értéke egérnél körülbelül 100 mg/kg lenyelve, és 1,8 mg/kg, ha intravénás injekcióval adják be.

## Fordítás
- Ez a szócikk részben vagy egészben  a   Berylliumfluorid című német Wikipédia-szócikk fordításán alapul.  Az eredeti cikk szerkesztőit annak laptörténete sorolja fel. Ez a jelzés csupán a megfogalmazás eredetét és a szerzői jogokat jelzi, nem szolgál a cikkben szereplő információk forrásmegjelöléseként.
- Ez a szócikk részben vagy egészben  a   Beryllium fluoride című angol Wikipédia-szócikk ezen változatának fordításán alapul.  Az eredeti cikk szerkesztőit annak laptörténete sorolja fel. Ez a jelzés csupán a megfogalmazás eredetét és a szerzői jogokat jelzi, nem szolgál a cikkben szereplő információk forrásmegjelöléseként.